# Saint-Tugen

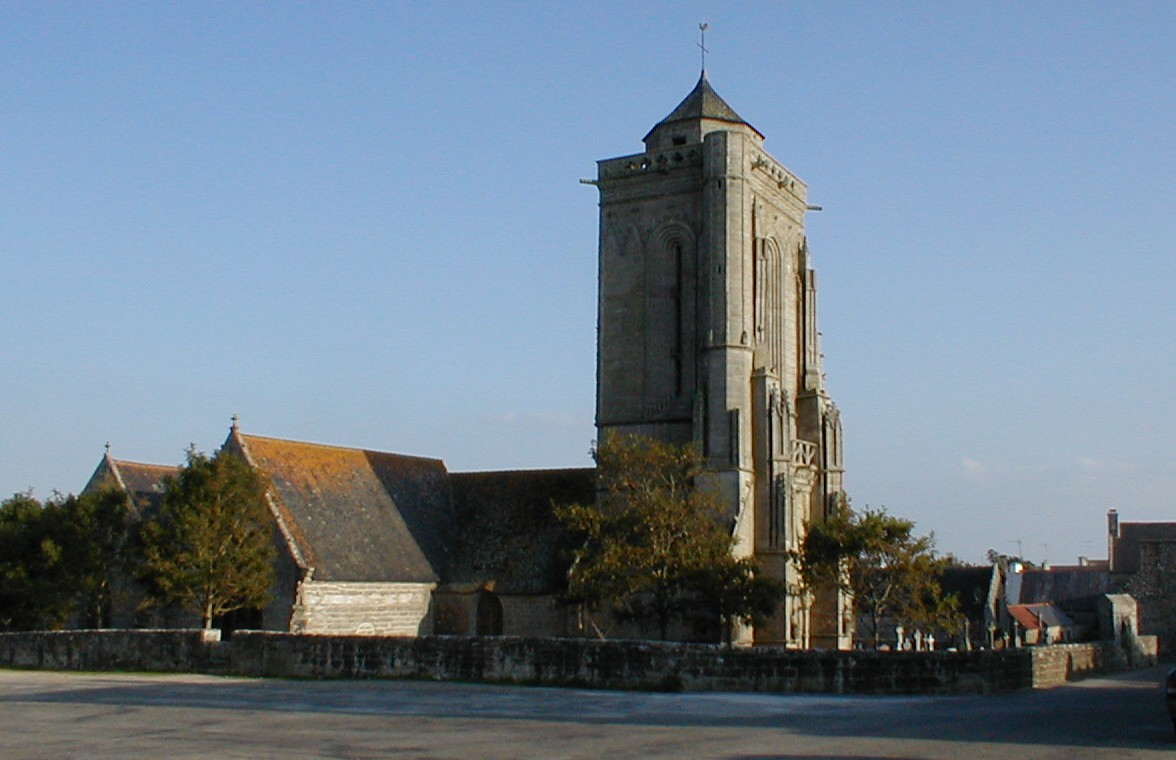
Chapelle Saint-Tugen à Primelin.

Saint-Tugen est une ancienne trève de la commune de Primelin (Finistère). Elle doit son nom à saint Tujan qui, au VIe siècle, a construit son ermitage à l'emplacement de l'actuelle chapelle Saint-Tugen. La première mention d'une chapelle en ce lieu date de 1118[réf. souhaitée].
Cette trève est dénommée Saint-Hugin ou Higin en 1853 par A. Marteville et P. Varin, continuateurs d'Ogéeet, selon eux, cette chapelle date de 1614 et relevait jadis de l'abbaye de Landévennec, « les tableaux qui ornent le baptistère confirment cette opinion ».
La rage était surnommée le "mal de Saint-Tujan" ; dans la chapelle Saint-Tujen, on enfermait dans une pièce surnommée "la prison" les personnes mordues par des chiens ou des loups enragés.
Un article publié en 1909 décrit en détail la chapelle Saint-Tugen et déplore qu'elle soit alors « mal entretenue, faute de ressources suffisantes [et] dans un état déplorable (...), les toitures menacent de s'effondrer ».

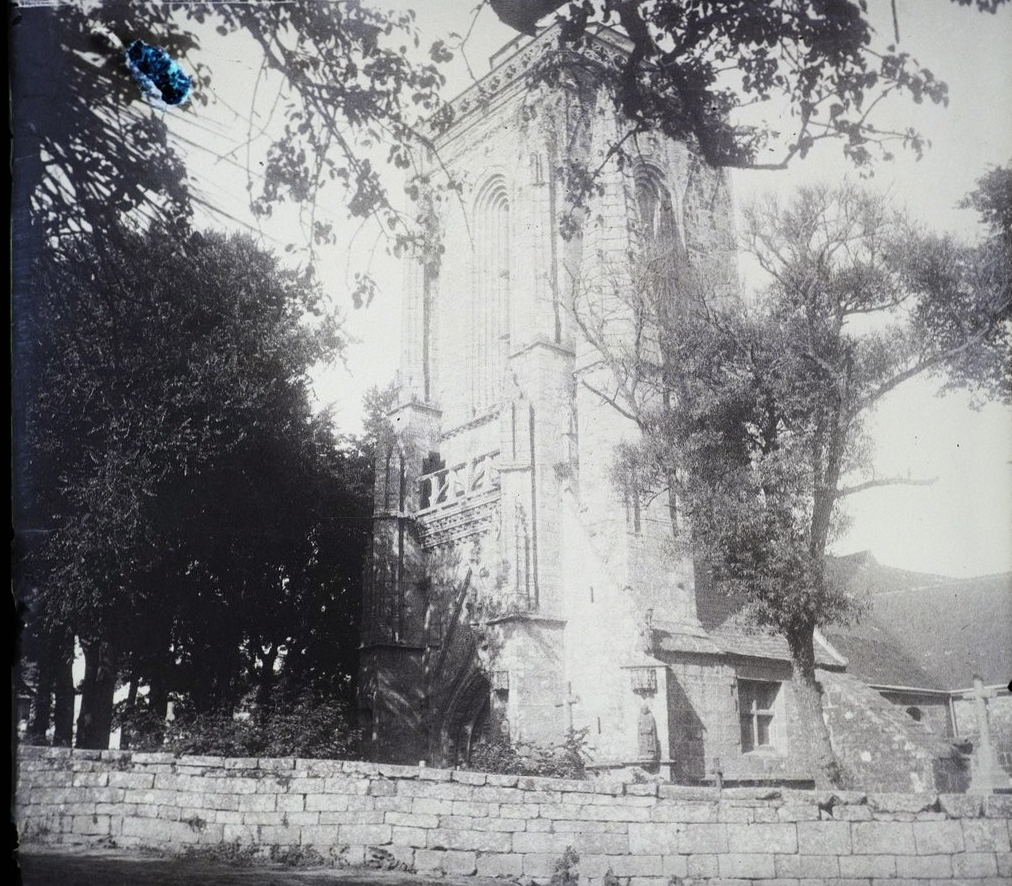
La chapelle Saint-Tugen (photographie datée de 1929).
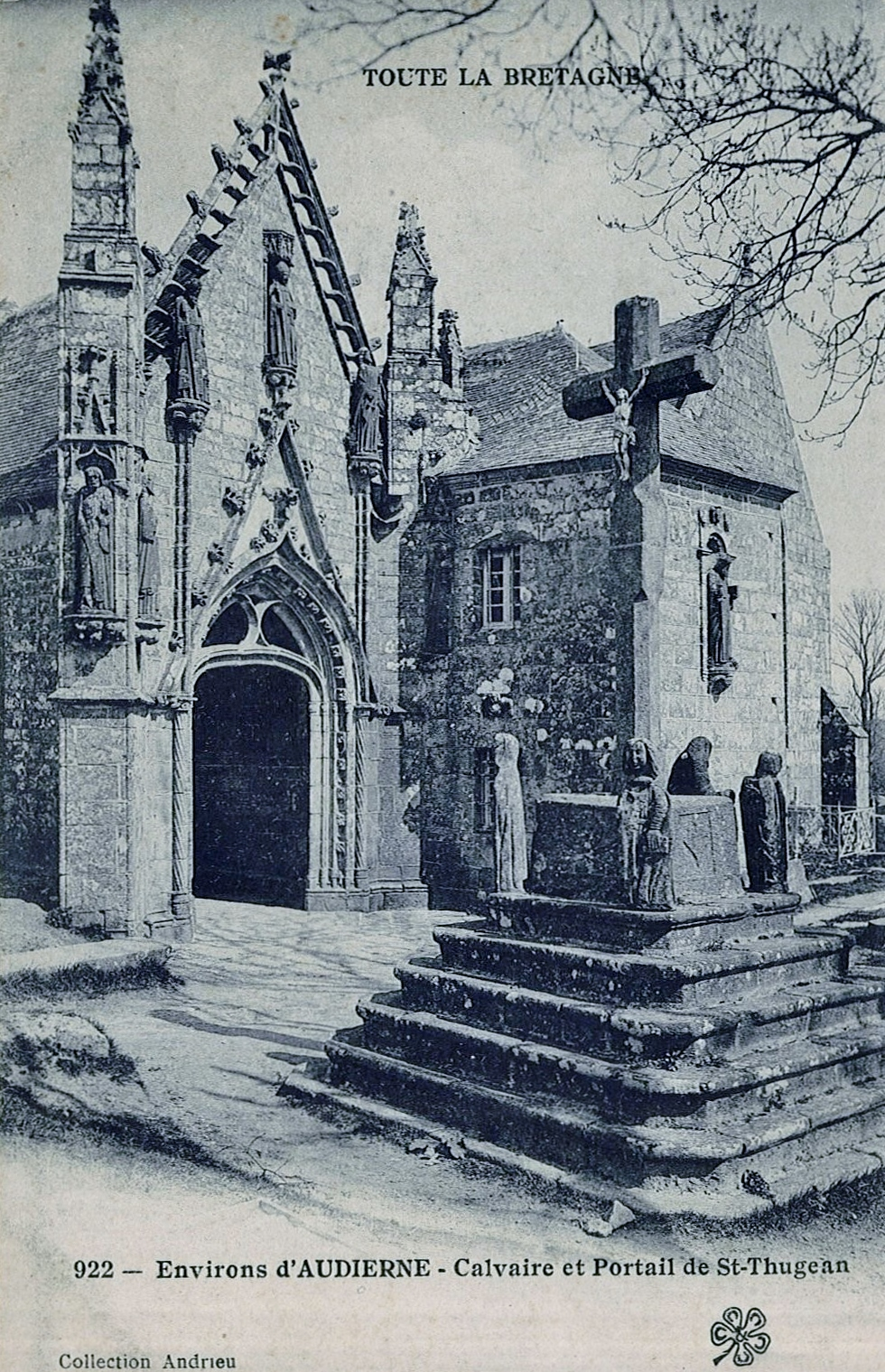
La chapelle Saint-Tugen et son calvaire (carte postale, vers 1930).